# Drozdoń pstry
Drozdoń pstry (Zoothera dauma) – gatunek średniej wielkości ptaka z rodziny drozdowatych (Turdidae), występujący w Azji. Nie jest zagrożony wyginięciem.

## Podgatunki i zasięg występowania
Drozdoń pstry występuje w zależności od podgatunku:
- drozdoń pstry (Z. d. dauma) – wędrowne. Gniazdują w zachodnich Himalajach (w tym w Pakistanie) na wschód po Assam, południowo-centralne Chiny, północną Mjanmę, północną i zachodnią Tajlandię i północne Indochiny. Poza sezonem lęgowym przebywają głównie w południowej i południowo-wschodniej Azji[2]
- drozdoń sundajski (Z. d. horsfieldi) – Sumatra, Jawa, Bali, Lombok i Sumbawa
- Z. d. iriomotensis – Iriomote (południowe wyspy Riukiu)
- drozdoń tygrysi (Z. d. neilgherriensis) – południowo-zachodnie Indie
- drozdoń cejloński (Z. d. imbricata) – Sri Lanka

Liczba podgatunków i ich odrębność pozostaje kwestią sporną. Międzynarodowy Komitet Ornitologiczny uznaje drozdonie: tygrysiego i cejlońskiego za osobne gatunki. Do drozdonia pstrego bywał włączany również drozdoń tajgowy (Zoothera aurea), jednak drozdonie te znacznie różnią się głosem od drozdoni pstrych. Na liście ptaków świata opracowywanej wspólnie przez BirdLife International i autorów Handbook of the Birds of the World taksony horsfieldi, iriomotensis i imbricata traktowane są jako podgatunki drozdonia tajgowego; lista ta jest wykorzystywana przez Międzynarodową Unię Ochrony Przyrody (IUCN).
W Polsce do 2015 włącznie stwierdzono drozdonie pstre 9 razy, ostatnio w grudniu 2001 pod Wieliczką; w rzeczywistości stwierdzenia te dotyczyły traktowanego obecnie jako osobny gatunek drozdonia tajgowego i to on został wciągnięty na Listę awifauny krajowej.

## Morfologia
Długość ciała 24–30 cm, rozpiętość skrzydeł 45–46 cm, masa ciała 88–103 g. Bardzo duży drozd, upstrzony ciemnym łuskowaniem na żółtobrązowym tle. Przypomina młodego paszkota, ale znacznie mocniej zbudowany i ma bardziej wyrazisty rysunek. Nie występuje dymorfizm płciowy w upierzeniu. U dorosłych wierzch ciała i pierś ochrowe; spód ciała biały. Wszystkie partie upierzenia, oprócz skrzydeł i sterówek pokryte są plamkami w kształcie półksiężyców. Skrzydła szarobrązowe z jasnymi brzegami piór, lotki o ciemnej nasadzie i ciemnych końcach. Osobniki młodociane przypominają dorosłe. We wszystkich szatach ciemny dziób z jasnobeżową nasadą żuchwy. Pod skrzydłami widoczne wyraźne czarno-białe pasy pod skrzydłami. Nogi różowawe. Tęczówka czarna, występuje jasna obrączka oczna.

## Ekologia i zachowanie
Drozdonie pstre żywią się bezkręgowcami – dżdżownicami, owadami, ślimakami, do tego zjadają jagody i inne owoce. Gniazdo ma kształt dużej czarki, ulokowane jest w rozwidleniu gałęzi drzewa albo krzewu, zazwyczaj od 1 do 6 m nad ziemią.

## Status i ochrona
IUCN klasyfikuje drozdonia pstrego jako gatunek najmniejszej troski (LC – Least Concern), z tym że stosuje ujęcie systematyczne obejmujące tylko dwa podgatunki – nominatywny i Z. d. neilgherriensis. Liczebność populacji nie jest znana, zaś jej trend oceniany jest jako spadkowy.
Na terenie Polski gatunek ten jest objęty ścisłą ochroną gatunkową.